# جيم هيكمان (مهندس)
جيم هيكمان (بالإنجليزية: Jim Hickman) هو مهندس أمريكي، ولد في 9 مايو 1943، وتوفي في 1 أغسطس 1982.